# 彼得·克拉斯諾夫

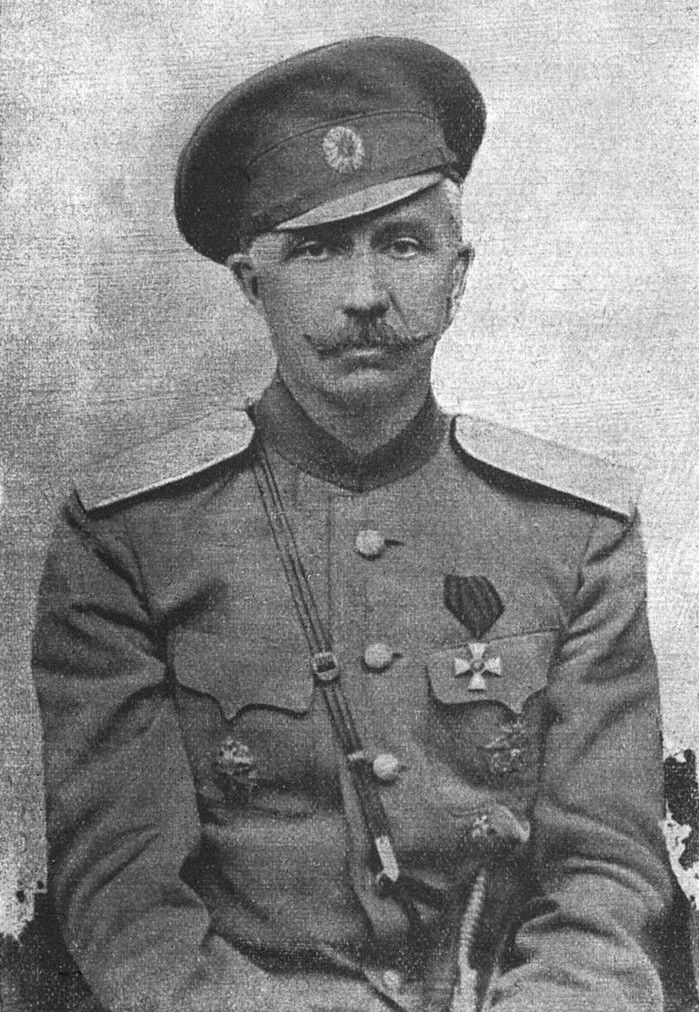
彼得·尼古拉耶维奇·克拉斯诺夫

彼得·尼古拉耶维奇·克拉斯诺夫（俄语：Пётр Никола́евич Красно́в，1869年9月22日—1947年1月17日 ），俄罗斯军官、顿河哥萨克。俄国内战期间，他为白军重要将领。

## 生平
1869年，彼得·克拉斯诺夫出生在圣彼得堡。其父为尼古拉·伊万诺维奇·克拉斯诺夫少将，祖父为伊万·伊万诺维奇·克拉斯诺夫中将。1888年毕业于巴甫洛夫斯克军事学校，后入伍。一战期间，指挥第三骑兵团的哥萨克旅团和师团。十月革命期间，亚历山大·克伦斯基提拔他为中将军衔，任命他为军队指挥官，派往彼得格勒镇压布尔什维克的十月革命（参见克伦斯基-克拉斯诺夫起义）。然而3天内克拉斯诺夫战败，被捕入狱。随后他向苏维埃当局作出不再参加任何反对革命的斗争后，获得释放。
获释后的克拉斯诺夫马上就食言了，他于1918年5月逃往顿河一带的新切尔卡斯克，并被顿河哥萨克人推举为首领。在德国秘密支持下（因为德国同苏俄订有和约，不能公开支持)，与马蒙托夫将军发动了顿河哥萨克的叛乱，1918年5月至6月期间，取代了苏维埃在顿河一带的统治地位。6月中旬，一支顿河军有40,000人、56支枪、179支机关枪。1918年下半年，克拉斯诺夫将军队推进到波沃里诺、卡梅申和察里津，计划向莫斯科进军。然而他的军队在察里津被约瑟夫·斯大林率领的红军击败，撤退到克里米亚。在后来斯大林上台后，察里津战役被宣传为重要战役，察里津于1925年改名为斯大林格勒。
德国在一战中战败后，克拉斯诺夫认为寻找新的同盟者很必要，因此在1919年1月宣誓效忠于安东·伊万诺维奇·邓尼金的南俄罗斯武装部队。
1919年2月19日，克拉斯诺夫在白军内部斗争中失败，前往德国。1923年前往法国，继续从事反苏维埃活动。他也是反共地下组织真俄罗斯兄弟会的创始人之一。在流亡期间，他写下了回忆录和数部小说。他的小说《从双鹰旗到红旗》，讲述白军英雄米哈伊尔·萨布林将军的故事。他的小说被翻译成英语、德语、法语、塞尔维亚语及其他一些欧洲语言。
二战期间，克拉斯诺夫得到纳粹德国的支持，组织白军哥萨克军团和苏联战俘（多数为哥萨克），参加德军作战。1944年11月，克拉斯诺夫拒绝了安德烈·安德烈耶维奇·弗拉索夫加入俄罗斯解放军的邀请。战争结束以后，克拉斯诺夫在获得不会被遣返回苏联的承诺之后，率军主动向在奥地利的英军投降。然而在1945年5月28日，克拉斯诺夫却在“严责行动”中被英国当局引渡给了苏联。他与安德烈·什库罗、季莫费·多马诺夫和赫尔姆特·冯·潘维茨被苏联的军事法庭判处死刑。1947年1月17日，在莫斯科被绞死。